# Nika Vodan
Nika Vodan, född Križnar 9 mars 2000 i Delnice nära Škofja Loka i Slovenien, är en slovensk backhoppare.
Vodan har fyra guldmedaljer och sex medaljer totalt, från juniorvärldsmästerskapen i nordisk skidsport, varav ett guld och ett brons individuellt. Vodan har även tre pallplatser i världscupen och har hittills deltagit i ett OS, två VM och fem världscupsäsonger. Säsongen 2020/2021 vann hon den sammanlagda världscupen och tog tre vinster under säsongen.

## Karriär
Vodan tävlar för skidklubben SSK Alpina Žiri och skolades in i backhoppning i K-60-backen i Nordijski Center Račeva i Žiri samt K-25 backen i Volča (numera riven). Hon debuterade i världscupen på hemmaplan i Ljubno ob Savinji den 13 februari 2016 som en del av den slovenska nationella kvoten. Där slog hon sig direkt in i världseliten och blev fjortonde respektive tolfte representant i de båda tävlingarna i Ljubno. Vodan gjorde sitt första världsmästerskap 2017 i Lahtis. Hon kom på trettonde plats individuellt och blev fyra med det slovenska laget i den mixade lagtävlingen, där två män och två kvinnor deltar för varje nation.
Vodan tog dubbla guldmedaljer både individuellt den 2 februari och senare med det slovenska laget i Juniorvärldsmästerskapen i nordisk skidsport 2018 i Kandersteg, Schweiz. Hon deltog senare på säsongen i Damernas normalbacke i backhoppning vid olympiska vinterspelen 2018 i Pyeongchang, och slutade där på en sjunde plats. Hon hoppade 101 respektive 104 meter. Hennes första pallplacering individuellt i världscupen kom 4 mars 2018 i Râșnov, Rumänien, då hon hoppade in på en tredje plats.
I VM i Seefeld 2019 blev hon sjua individuellt och fyra i både den vanliga lagtävlingen och den mixade. Hon tog sin andra tredjeplats i världscupen i säsongens sista tävling i Tjajkovskij i Ryssland den 24 mars 2019.
Hon blev tvåa sammanlagt i 2019 års upplaga av Grand Prix i backhoppning. Dessutom vann hon den sista tävlingen i Frenštát pod Radhoštěm, Tjeckien.
Vodans tredje pallplats i den individuella världscupen kom genom en tredjeplats på hemmaplan i Ljubno ob Savinji den 23 februari 2020. I lagtävlingen i Ljubno dagen före ledde Vodan sitt slovenska lag till en andraplats. Hon utklassade allt motstånd och stod för de klart längsta hoppen i tävlingen i båda omgångarna.
I en intervju för en slovensk tidning några dagar före tävlingarna avslöjade Vodan att hennes absolut största mål i karriären var att någon gång få stå överst på prispallen i en världscuptävling i Slovenien. Detta förverkligades i Ljubno ob Savinji den 31 december 2021, då hon tog sin första seger säsongen 2021/2022.
I juni 2023 tog Vodan guld i stor backe vid europeiska spelen i Kraków-Małopolska. Hon var även en del av Sloveniens lag tillsammans med Nika Prevc, Timi Zajc och Anže Lanišek som tog brons i den mixade lagtävlingen i normalbacke.

## Övrigt
I april 2024 gifte hon sig med Aljaž Vodan. Till vardags arbetar hon som polis och är bosatt i Kranj.

## Galleri

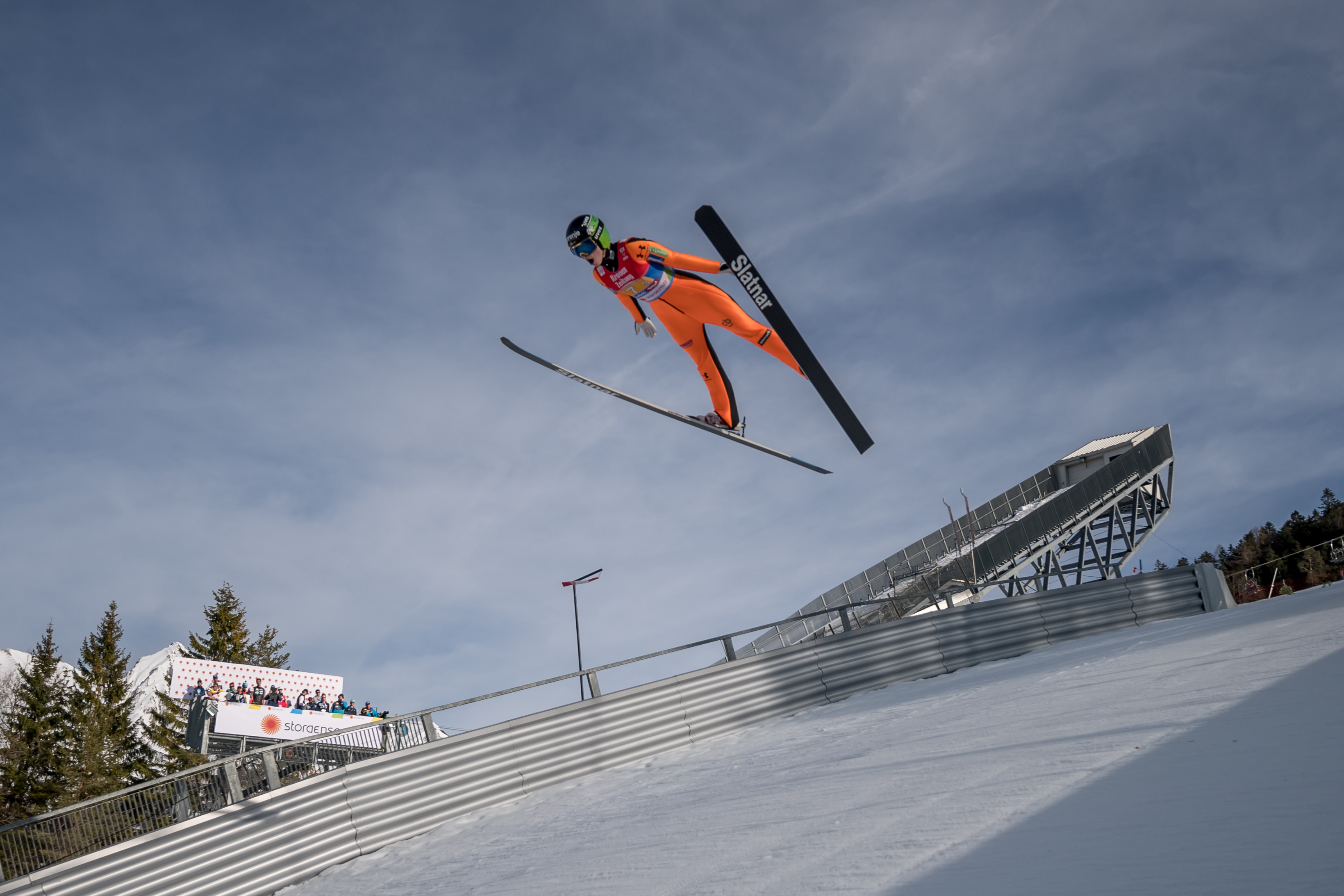
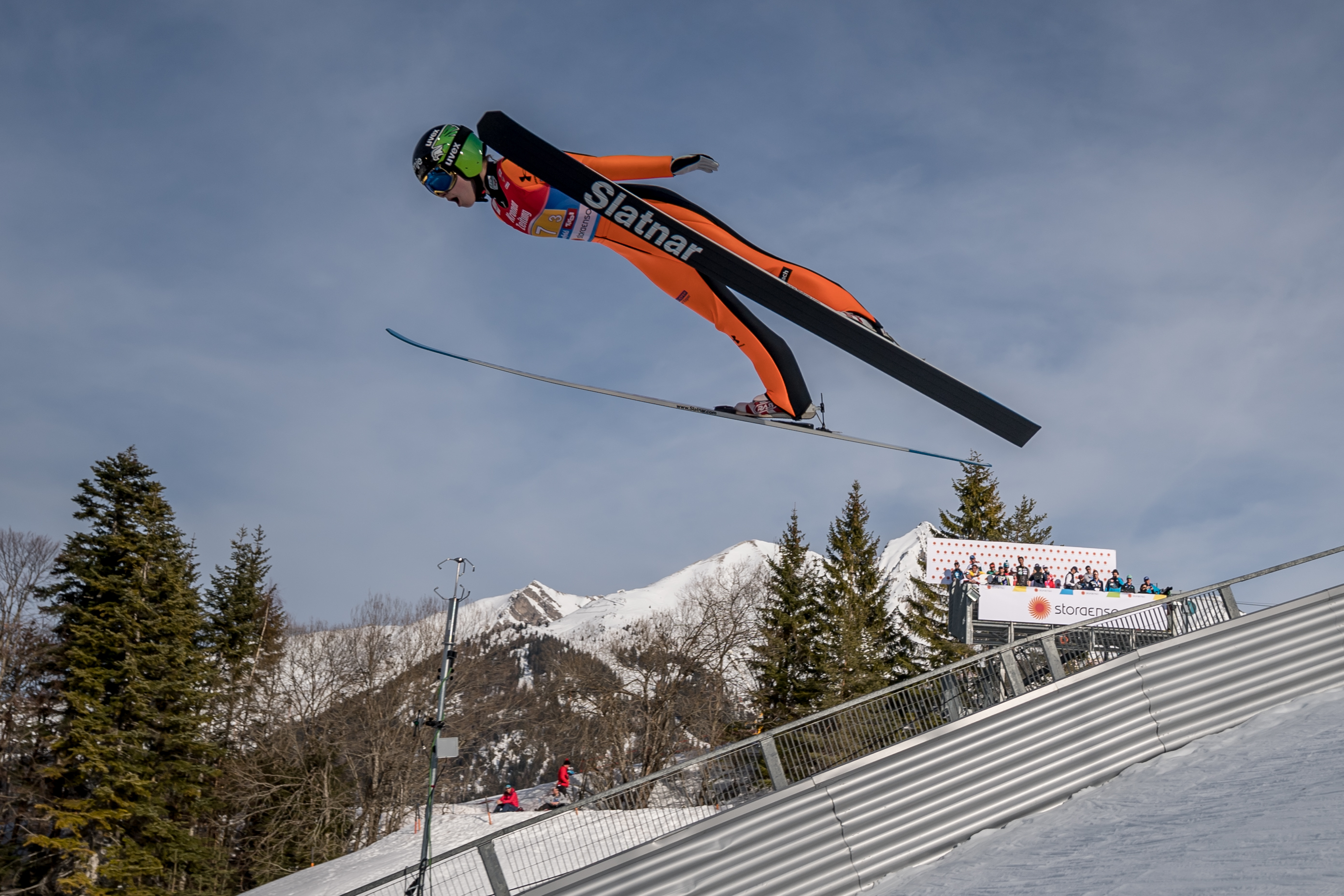
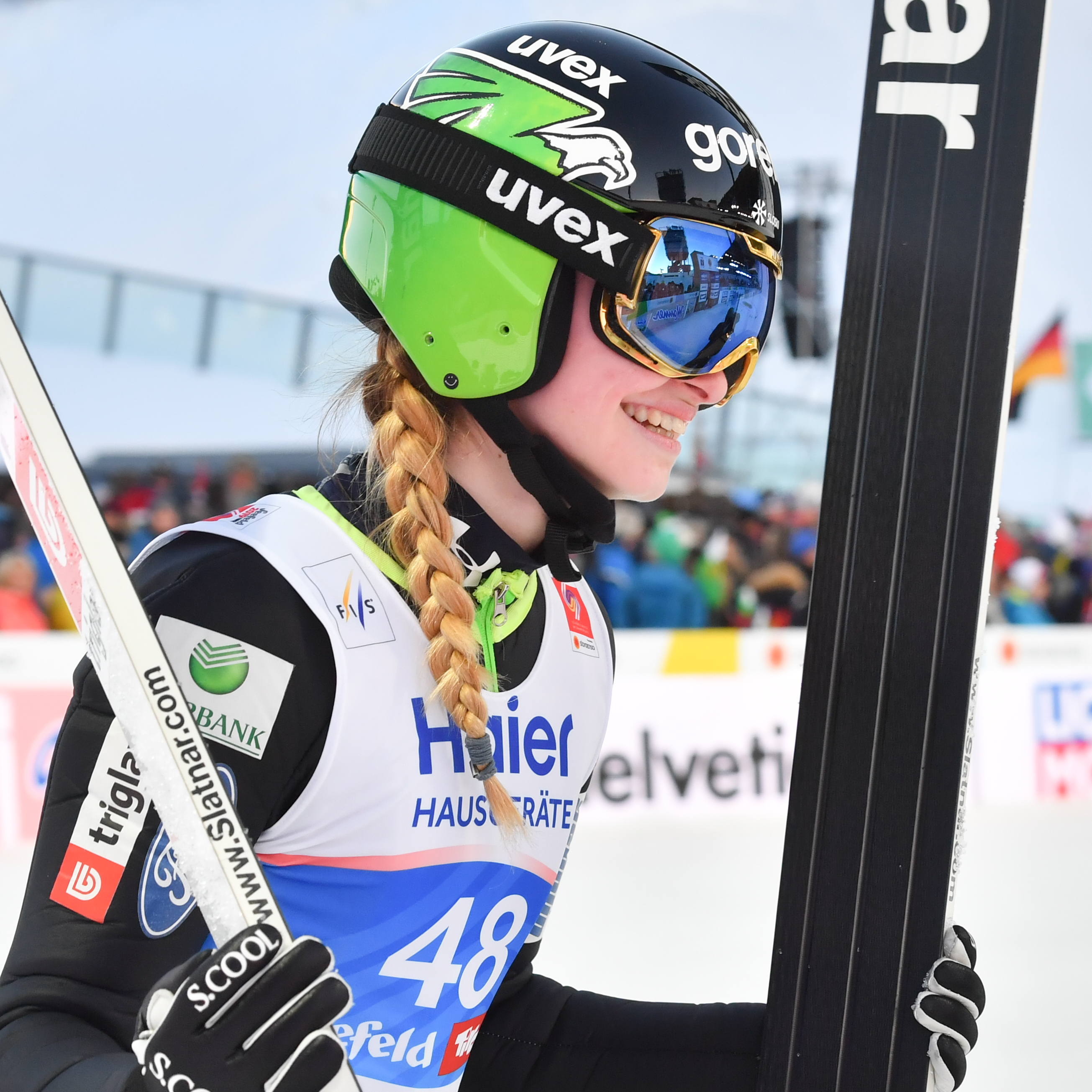

## Statistik

### Sammanlagdavärldscupen
| Säsong    | Plats | Poäng |
| --------- | ----- | ----- |
| 2015/2016 | 36.   | 040   |
| 2016/2017 | 33.   | 074   |
| 2017/2018 | 10.   | 383   |
| 2018/2019 | 05.   | 826   |
| 2019/2020 | 7.    | 497   |
| 2020/2021 | 1.    | 871   |

### SommarGrand-Prix
| Säsong | Plats | Poäng |
| ------ | ----- | ----- |
| 2016   | 25.   | 022   |
| 2017   | 31.   | 020   |
| 2018   | 18.   | 065   |
| 2019   | 02.   | 200   |

### Kontinentalcupen
| Säsong    | Plats | Poäng |
| --------- | ----- | ----- |
| 2015/2016 | 48.   | 016   |
| 2016/2017 | 26.   | 052   |

### FIS-cupen
| Säsong    | Plats | Poäng |
| --------- | ----- | ----- |
| 2015/2016 | 08.   | 176   |
| 2016/2017 | 49.   | 057   |
| 2017/2018 | 01.   | 580   |
| 2018/2019 | 32.   | 089   |

### Backrekord
| Backe, Stad                   | Land      | Längd                     | Datum            | Rekordstatus |
| ----------------------------- | --------- | ------------------------- | ---------------- | ------------ |
| Villacher Alpenarena, Villach | Österrike | 100,5 m (Hill size: 98 m) | 24 februari 2018 | aktuellt     |